# Aira tenorei
 (mars 2017).
Espèce
Aira tenorei Guss., 1827, est une espèce de plantes herbacées du genre Aira de la famille des Poaceae (graminées).

## Description
C'est une plante annuelle de 10-40 cm, glabre, à racine fibreuse, tiges grêles, dressées, souvent fasciculées, feuilles courtes, sétacées, à gaines scabres, ligule lancéolée, panicule ample, étalée-divariquée, très lâche, à longs rameaux capillaires, pédicelles 5-8 fois plus longs que l'épillet, dilatés obliquement au sommet. Epillets très petites (1 12 mm), ovoïdes-subglobuleux, écartés, fleurs glabres à la base, mutiques fleurissant en avril juillet, glumes ovales-obtuses, érodées, lisses ou peu scabres, glumelle inférieure égalant les 23 des glumes, subobtuse et infléchie en dedans, sans arête. Varie à épillets de 2 mm ovoïdes, glumelle de la fleur supérieure brièvement bifide et aristée (A. intermedia Guss.).

## Habitat
Lieux sablonneux de la région méditerranéenne : Var, Alpes-Maritimes ; Corse.
Répartition Espagne, Baléares, Sardaigne, Sicile, Italie, Grèce ; Afrique septentrionale.

## Statut
Aira tenorei est nommé dans le livre rouge de la flore menacée de France INPN